# Holothrix grandiflora
Holothrix grandiflora là một loài thực vật có hoa trong họ Lan. Loài này được (Sond.) Rchb.f. mô tả khoa học đầu tiên năm 1881.